# Helga Lopez
Helga Lopez geb. Schmidt (* 7. August 1952 in Gießen; † 12. Juni 2022) war eine deutsche Politikerin (SPD) und von 2005 bis 2009 Mitglied des Deutschen Bundestages.

## Leben und Beruf
Nach dem Abitur absolvierte Lopez eine Ausbildung zur Diplom-Finanzwirtin (FH) an der Landesfinanzschule Rotenburg und arbeitete anschließend bis 1991 an den Finanzämtern in Langen, Gießen und Wetzlar. Lopez war evangelisch und verheiratet. Sie war Mutter und Großmutter.
Am 11. September 2008 erließ die Staatsanwaltschaft Gießen einen Strafbefehl gegen Lopez über 90 Tagessätze, da sie zwischen 2004 und 2007 keine Steuererklärung für ihr Einkommen als Bürgermeisterin von Biebertal und als Abgeordnete abgegeben und 28.000 Euro zu wenig Steuern bezahlt hatte. Nach Aufhebung ihrer Immunität wurde sie am 7. Oktober rechtskräftig wegen Steuerhinterziehung verurteilt. Sie galt aber im Sinne des Gesetzes nicht als vorbestraft, da die Strafe nicht mehr als 90 Tagessätze betrug.

## Politik
Lopez trat 1972 in die SPD ein. Seit 1985 gehörte sie der Gemeindevertretung ihres Wohnortes Biebertal an. Außerdem war sie Abgeordnete im Kreistag des Landkreises Gießen.
Lopez wurde bei der Bundestagswahl 2005 als SPD-Direktkandidatin des Wahlkreises Lahn-Dill in den Deutschen Bundestag gewählt. Sie erreichte dabei 42,2 % der Erststimmen. Bei der Bundestagswahl 2009 trat sie nicht erneut an und schied aus dem Deutschen Bundestag aus.
Die Schwerpunkte ihrer Arbeit als Bundestagsabgeordnete lagen in den Bereichen Familienpolitik, Soziales und Finanzen. Helga Lopez war Mitglied im Bundestagsausschuss Familie, Senioren, Frauen und Jugend, in der Arbeitsgruppe „Neue Akzente in der Familienpolitik“ in den Arbeitsgruppen „Verteilungsgerechtigkeit“ und „Kommunalpolitik“ der SPD-Fraktion, sowie im interfraktionellen Arbeitskreis Hospiz. Seit Dezember 2006 gehörte sie der Begleitarbeitsgruppe zur Föderalismusreform II (Reform der Finanzverfassung) an. Seit März 2008 war sie auch ordentliches Mitglied im Rechtsausschuss und betreute dort die familien- und finanzpolitischen Themen.
Lopez unterstellte öffentlich, im Zusammenhang durch die verhinderte Wahl von Andrea Ypsilanti zur hessischen Ministerpräsidentin, den „Rebellen“ indirekt eine Bestechung. „Ich hätte nicht erwartet, dass die mächtige Energiewirtschaft doch noch siegt“, sagte sie. Es wäre nicht normal, dass nach fast hundertprozentiger Zustimmung auf dem Parteitag diese Abgeordneten ihr Gewissen neu entdeckten. „Vielleicht stimmten ja die Silberlinge“. Später stufte sie den Vorwurf zur emotionalen Äußerung herab. Hinweise auf eine Bestechung gibt es nicht.

## Öffentliche Ämter
Von 1992 bis 2000 war Helga Lopez hauptamtlich die Erste Beigeordnete sowie von 2000 bis 2005 Bürgermeisterin der Gemeinde Biebertal. Im Frühjahr 2006 wurde ihr von der Gemeinde der Titel Ehrenbürgermeisterin verliehen.